# Muirfield Village Golf Club
De Muirfield Village Golf Club is een golfclub in de Verenigde Staten. De club werd opgericht in 1974 en bevindt zich in Dublin, Ohio. De club beschikt over een 18-holes golfbaan en werd ontworpen door de golfbaanarchitect Jack Nicklaus.

## Golftoernooien
Sinds 1976 wordt de golfbaan gebruikt voor de Memorial Tournament, een golftoernooi van de Amerikaanse PGA Tour. Het werd ook gebruikt voor de Ryder Cup, in 1987, het United States Amateur Championship, in 1992, de Wendy's 3-Tour Challenge, in 1995, en de Solheim Cup, in 1998.
Voor het golftoernooi is de lengte van de baan voor de heren is 6723 m met een par van 72. De course rating is 76,9 en de slope rating is 153.
- Memorial Tournament: 1976-heden
- Ryder Cup: 1987
- United States Amateur Championship: 1992
- Wendy's 3-Tour Challenge: 1995
- Solheim Cup: 1998
- Presidents Cup: 2013